# Askut
Askut (también conocido en el antiguo Egipto como Djer-Setiu) era una antigua isla-fortaleza egipcia del Reino Medio en el Nilo, que fue construida con el propósito de asegurar la frontera con Nubia. Desde la finalización de la presa de Asuán, la isla se ha inundado con el lago Nubia.

## Descripción
El fuerte, a unos 351 kilómetros al sur de Asuán, fue construido por Sesostris III. Medía 77 × 87 metros. El muro de protección tenía un espesor de 5,3 metros y tenía bastiones en forma de espuelas. La entrada altamente fortificada protegía un templo y almacenes a lo largo del puerto. Dentro del castillo había una casa y un cuartel del comandante. Se ha desenterrado cerámica en el sitio que data de principios de la XIII Dinastía.
Askut era una antigua fortaleza egipcia ubicada en una isla del Nilo durante el Reino Medio. Su intención era asegurar la frontera con Nubia. Fue excavada por Alexander Badawy durante la Campaña de Salvamento de Altos Daños de Asuán, cuyo objetivo era preservar los sitios amenazados por la construcción de la presa de Asuán. Fortalezas como ésta solían albergar una gran comunidad de origen geográfico y étnico diverso. Todos los miembros de la comunidad asumían diferentes roles; sin embargo, los hombres generalmente dominaban los roles asociados con el ejército, la política y la economía. Una parte importante del descubrimiento de este sitio incluyó la comprensión del contexto social asociado con el medio ambiente y la cultura material.
A medida que Askut comenzó a transformarse en un patrón de estilo de asentamiento, los viejos cuarteles de tres habitaciones que indicaban una configuración militar comenzaron a cambiar e individualizarse. Se reconstruyeron muchas plantas y espacios y los espacios domésticos se convirtieron en un diseño que era más diverso y se adaptaba a las necesidades de diferentes tipos de familias. La parte sureste de este sitio da evidencia de que estos cambios se implementaron en el Reino Nuevo, pero podrían haber comenzado al final del Reino Medio. Se dejaron atrás áreas importantes de la fortaleza y se llenaron de basura, como el complejo de graneros. En el Reino Nuevo, una gran área de Askut se transformó en una casa fundamental con un patio central, rodeado de habitaciones. Solo queda un antiguo cuartel del Reino Medio y estos cambios podrían representar una respuesta a eventos importantes que se desarrollaron durante el Segundo Período Intermedio después de un período de guerra con la reconquista de la Baja Nubia. Esta nueva organización de la comunidad surgió como respuesta al deseo de tener un acceso cómodo a la orilla del río.

## Religión
Las prácticas religiosas jugaron un papel importante en la vida de quienes vivían en la sociedad fortaleza. Los grandes templos que aparecen en Askut reflejan la creencia y las prácticas del sitio; sin embargo, los artefactos que se encuentran en los hogares cotidianos reflejan mejor la actividad religiosa cotidiana. Los objetos votivos que se encuentran dentro de las casas dan una idea de una comprensión igualitaria de la religión en Askut. Aunque Askut no tenía un templo patrocinado por el estado, los residentes construyeron una pequeña capilla. En el interior había muchos indicadores de actividades religiosas, incluidos altos puestos pintados de blanco, quemadores de incienso, bolas de incienso, un cuchillo de aleación de cobre para sacrificios, una mesa de ofrendas de piedra y un altar con restos de ofrendas de alimentos aún presentes. Los habitantes construyeron santuarios domésticos y, a menudo, se encontraron artefactos como quemadores de incienso, amuletos y estatuillas. Una carbonización específica en el fondo de ciertos cuencos indicó que se usaban específicamente para quemar incienso y representan el uno por ciento del conjunto de cerámica total en Askut. Estos cuencos se encontraron tanto en la capilla como en el interior de las casas. Esto podría indicar rituales religiosos complejos, sin embargo, también podría indicar rituales de limpieza simples que todavía se practican en los hogares egipcios y nubios en la actualidad. Se encontraron algunos artefactos que indican que las mujeres estaban en el centro de algunas de estas prácticas religiosas. Una figura femenina de estilo nubio apunta a una cierta fe centrada en las mujeres y la fertilidad. Todos estos artefactos religiosos eran una parte clave de la identidad nubia dentro y fuera de los hogares.